# Cinico Angelini
Cinico Angelini, nom de plume d'Angelo Cinico, né le 12 novembre 1901à Crescentino et mort le 7 juillet 1983 à Rome, est un directeur d'orchestre, compositeur et arrangeur italien, une des personnalités célèbres et influentes dans la programmation de la radio italienne entre les 1930 et 1960.

## Biographie
Après avoir obtenu son diplôme de violon au Conservatoire de Turin, Cinico Angelini rejoint comme directeur quelques orchestres de Turin en jouant dans des lieux publics entre la fin des années 1910 et 1920. Directeur d'orchestre de danse de la «Sala Gay», une des salles les plus célèbres de Turin, il commence collaborer avec l'EIAR au début des années 1930. Son orchestre est souvent enregistré en direct depuis la salle, grâce à un équipement rudimentaire et diffuse les motifs «dansants» de l'époque.
Dans les années 1930 et 1940, les chanteurs qui ont participé à ses programmes sont entre autres Lina Termini (it), Alberto Rabagliati, Trio Lescano et Vittorio Belleli (it) et dans les années 1950 Nilla Pizzi, Carla Boni, Gino Latilla, Achille Togliani et le Duo Fasano.
En 1951, l'orchestre de Cinico Angelini accompagne tous les chanteurs au premier Festival de Sanremo, remporté par Nilla Pizzi. Ensuite, il est directeur musical du festival à sept autres reprises entre 1952 et 1962.
Au début des années 1960, avec une nouvelle génération de chanteurs fortement influencés par le rock 'n' roll et les « hurleurs », l'orchestre de Cinico Angelini devient démodé et n'est plus sollicité pour le festival.
Cinico Angelini a participé deux fois au Concours Eurovision de la Chanson avec le lauréat du Festival de Sanremo. En 1960, au Royal Festival Hall de Londres, il dirige l'orchestre pour Renato Rascel qui chante Romantica, puis deux ans plus tard, il se rend au Luxembourg avec Claudio Villa, qui chante Addio, addio.